# Onitis falcatus
Onitis falcatus är en skalbaggsart som beskrevs av Franz Xaver von Wulfen 1786. Onitis falcatus ingår i släktet Onitis och familjen bladhorningar. Inga underarter finns listade i Catalogue of Life.